# Abbas al-Asfoor
Abbas Fadhel Abdulla Ahmed Maki al-Asfoor (* 2. März 1999) ist ein bahrainischer Fußballspieler.

## Karriere

### Klub
Seit mindestens der Saison 2018/19 spielte er für al-Shahab und ist seit der Spielzeit 2021/22 bei al-Riffa unter Vertrag.

### Nationalmannschaft
Für die bahrainische A-Nationalmannschaft erhielt er seinen ersten Einsatz am 21. Mai 2021 bei einem 1:1-Freundschaftsspiel gegen die Ukraine. Nach einem weiteren Freundschaftsspiel wurde er auch in der Qualifikation für die Weltmeisterschaft 2022 eingesetzt. Zudem war er Teil des Kaders der Mannschaft beim FIFA-Arabien-Pokal 2021, wo er auch in allen drei Gruppenspielen der Mannschaft Einsatzminuten bekam.